# 橡皮擦

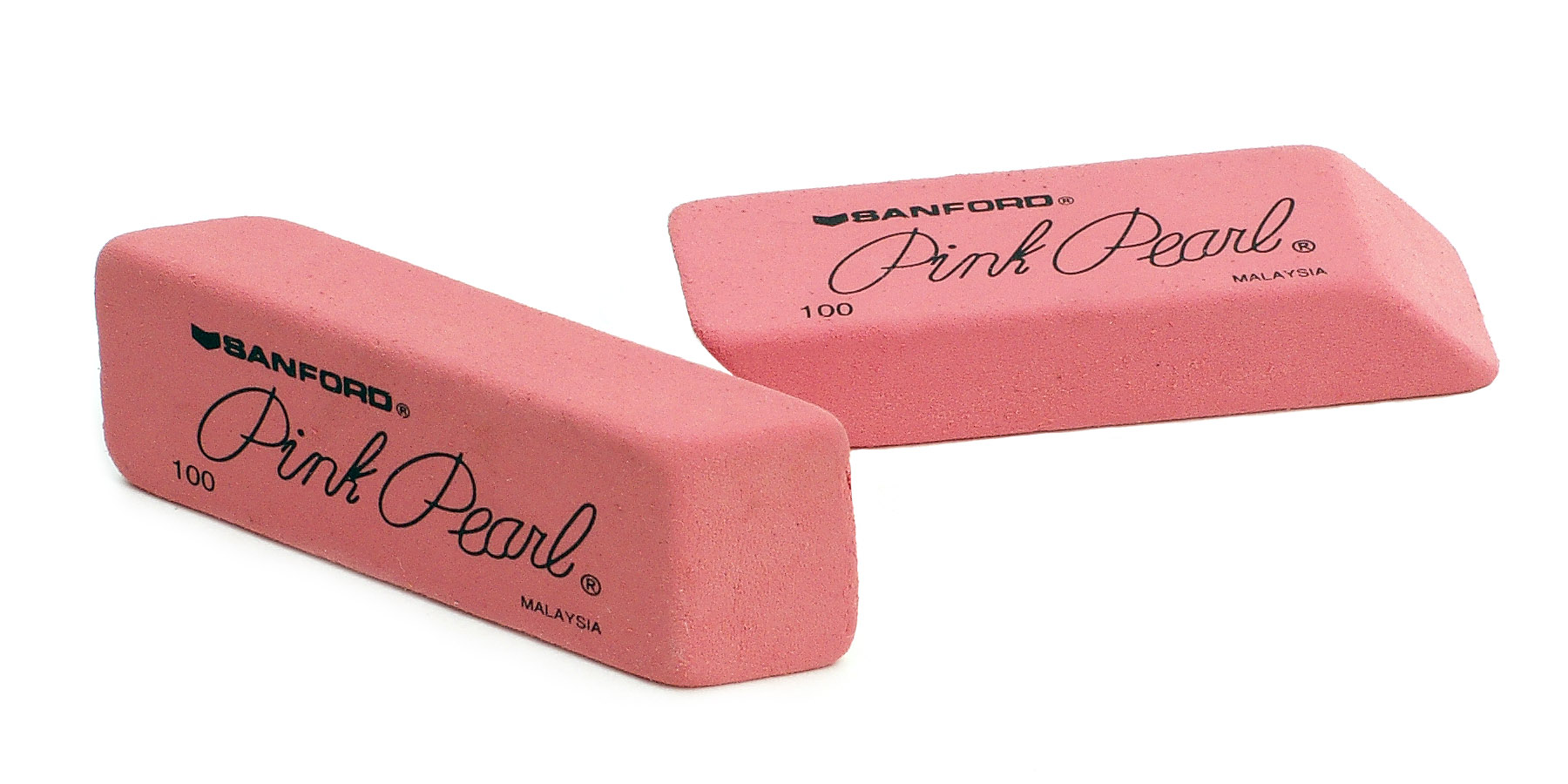
粉紅色橡皮擦。

橡皮擦（英語：或，见下文），又稱膠擦布、擦紙膠、擦字膠、橡皮、擦布、擦子、橡擦等，為拭去鉛筆於紙上字跡的文具。它們多呈現白色、棕色或粉紅色，但隨著新的原料出現，現在的橡皮擦可以是任何顏色。橡皮擦的主要構成是橡膠。一些售價較高的橡皮擦則含有塑膠成份。
擦拭粉筆和白板筆的笔迹的用具一般分别稱為粉擦和白板擦。

## 歷史
1770年4月15日，英國化學家約瑟夫·普利斯特里描述了一種可以拭去鉛筆墨跡的植物膠，說：「我見到一種非常合適於擦去鉛筆筆跡的物質。」
他稱此種物質為（橡膠）。
1770年，英國工程師愛德華·納爾恩（Edward Nairne）被認為為了一場發明競賽發明了廣泛販售的橡皮擦。在此之前，人們使用麵包屑來擦去筆跡。納爾恩稱他一次在無意之中拾起一塊橡膠當作麵包屑，發覺它的效果很好，於是開始生產和售賣橡皮擦。
當時，整個歐洲均採用切成小立方體的橡膠粒來擦走筆跡。這種物質遂稱為橡皮擦。
初期的橡皮擦並不算方便，因為未經加工的橡膠容易腐壞。直至1839年，發明家查爾斯·古德伊爾發現了硫化可以使橡膠的品质提升，橡皮擦才變得可靠。
1858年美國費城的海曼·利普曼因為把橡皮擦嵌在鉛筆尾部而取得了一項專利，但後來這種附有橡皮擦的鉛筆因為被判定為「只是把兩項已有的東西嵌在一起而不是新產品」而被取消專利。

## 橡皮擦的類型
目前存在多種類型不同的橡皮擦。

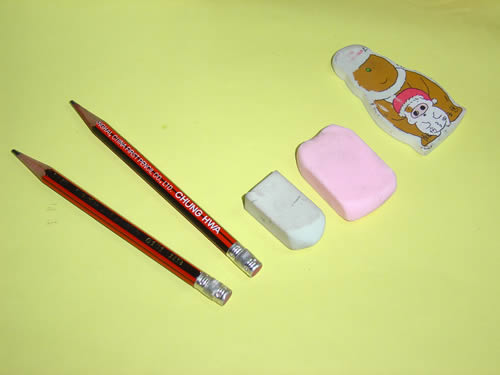
各種類型的橡皮擦。最左方的兩枝鉛筆末尾均嵌有橡皮擦。中間的橡皮擦含有聚乙烯基成份。最右方的橡皮擦帶有裝飾用途

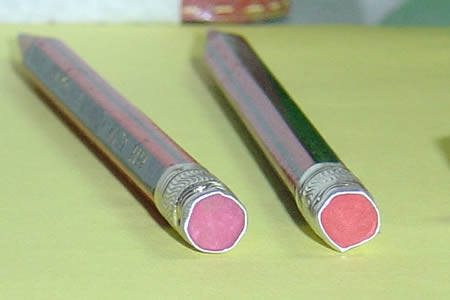
嵌在鉛筆末尾的橡皮擦

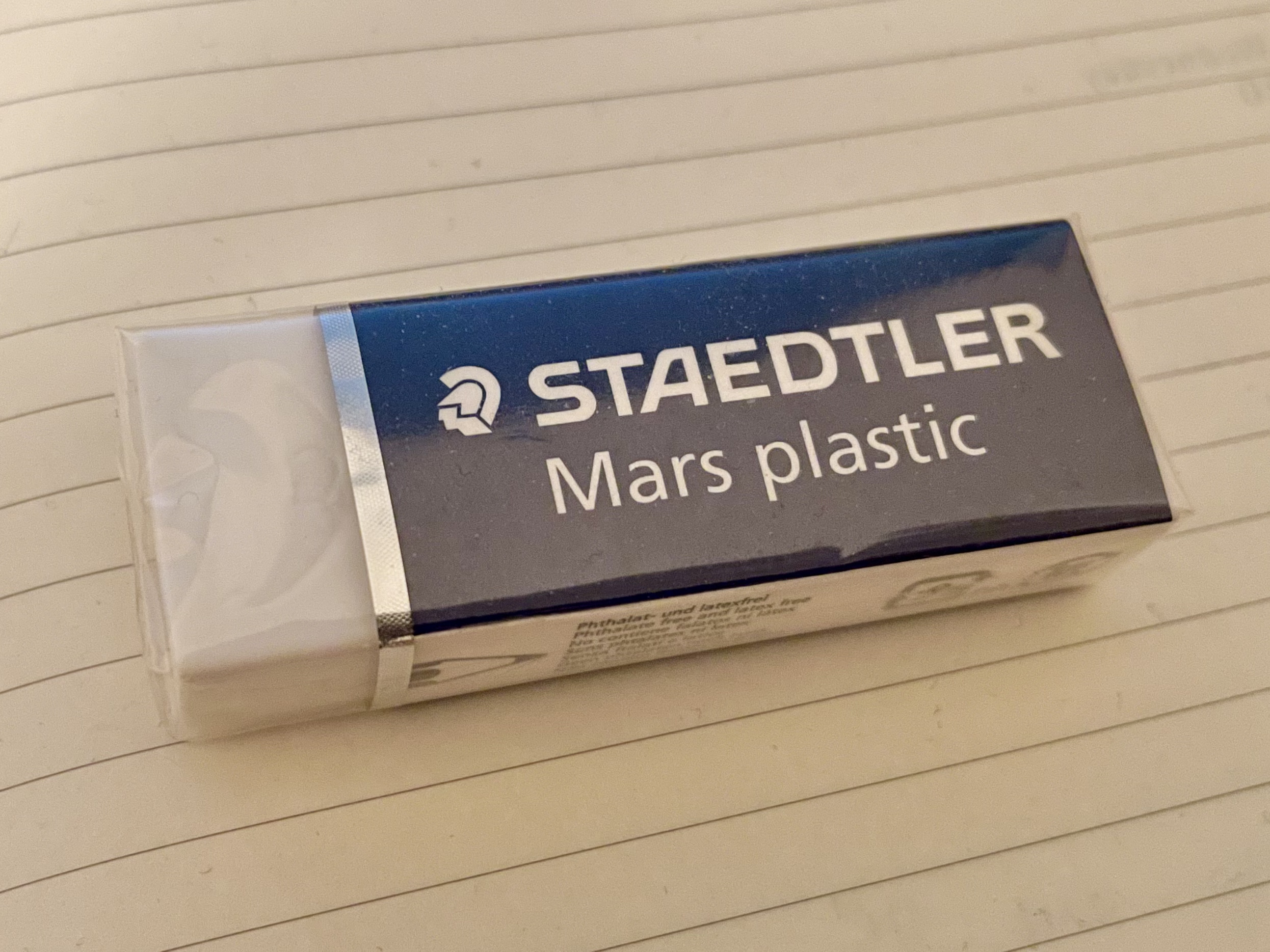
橡皮擦

有些鉛筆的尾部設有一個小小的橡皮擦。這些橡皮擦多是粉紅色的，表面是光滑的膠質。它們在大部份場合均有好表現，但有時也會弄髒紙面。如果著力太重，橡皮擦還有機會弄破紙張。當筆跡被擦去後，橡皮擦會留下殘渣在紙上。如果清理不善，這些殘渣會在紙上留下痕跡。
另一種橡皮擦是藝術家常用的棕色橡皮擦，以柔軟而粗糙的橡膠製成。它的設計方便於擦除大面積的痕跡，而且不會弄破紙張。但這種橡皮擦並不能很有效和準確地擦除筆跡。
另一種藝術家常用的橡皮擦稱為軟橡皮。它主要以一種灰色的物料造成，且與樹膠相像，也像黏土。它的強度使它不會留下殘渣，故其壽命比其他橡皮擦要來得長。它以「吸收」石墨的方法去掉筆跡。這種橡皮擦的不僅可擦去筆跡（事實上它能準確地去除筆跡），它還可以用作突出重要部份或使作品更為細緻。然而，它不善於去除大面積的筆跡，而且若過度受熱便會弄髒甚至黏住紙張。
柔軟的聚乙烯基橡皮擦擁有塑膠的質感，並與普通粉紅色橡皮擦擁有同樣功能。這些橡皮擦比粉紅色橡皮擦柔軟，故較不容易損毀紙張。聚乙烯基橡皮擦一般是白色的。
不同種類的橡皮擦大小不一。除了接在鉛筆尾端、粗細和鉛筆相類的橡皮擦外，也有一些呈長方體狀的橡皮擦，以及呈圓錐形、能蓋在鉛筆尾部的橡皮擦。
橡皮筆或擦膠筆是一種類似鉛筆或鉛芯筆（亦即機械鉛筆）的東西，但它們的中心裝載的是可以縮回去的橡皮擦條。
也有些橡皮擦帶有裝飾用途。這些橡皮擦的形狀及顏色取決於它們所代表的主題（如動物、音符、糖果、卡通等）。其中一些的裝飾意義大於其實用價值。
最後，還有一種橡皮擦一邊是橡皮擦，另一邊是用來清理橡皮擦殘渣的。

## 磨砂橡皮擦（砂擦）
磨砂橡皮擦是一種含有硅砂等研磨劑的橡皮擦，與其他吸附石墨后脫落一部分來擦去鉛筆印記的橡皮不同，它通過刮去紙張表面來擦除原子筆、鋼筆等書寫工具造成的墨跡。磨砂橡皮擦利用摩擦力刮去紙張表面，因此，對紙張的强度有一定的要求。由於磨砂橡皮擦是刮去紙張表面去除墨跡，無法在同一位置或較薄的紙張上使用。因此現在通常使用修正液和修正帶而并非磨砂橡皮擦。

## 橡皮擦的英文名稱
在英國、澳洲、紐西蘭等英联邦国家將橡皮擦稱為。
但在美國與加拿大，是安全套的俗稱之一，而橡皮擦稱。這往往被美國人用來開玩笑。

## 橡皮擦腐蝕塑膠
因橡皮擦和塑膠有很好的物理相容性，使用完畢之後請務必收回紙套，且避免長時間直接接觸塑膠製品。
- 成因：橡皮擦含有大量塑化劑，軟化橡皮，也因此能擦除字跡。與塑膠接觸時，橡皮中的塑化劑或填充油會擴散進塑膠，導至塑膠軟化後與橡皮黏在一起，形成所謂的腐蝕現像。

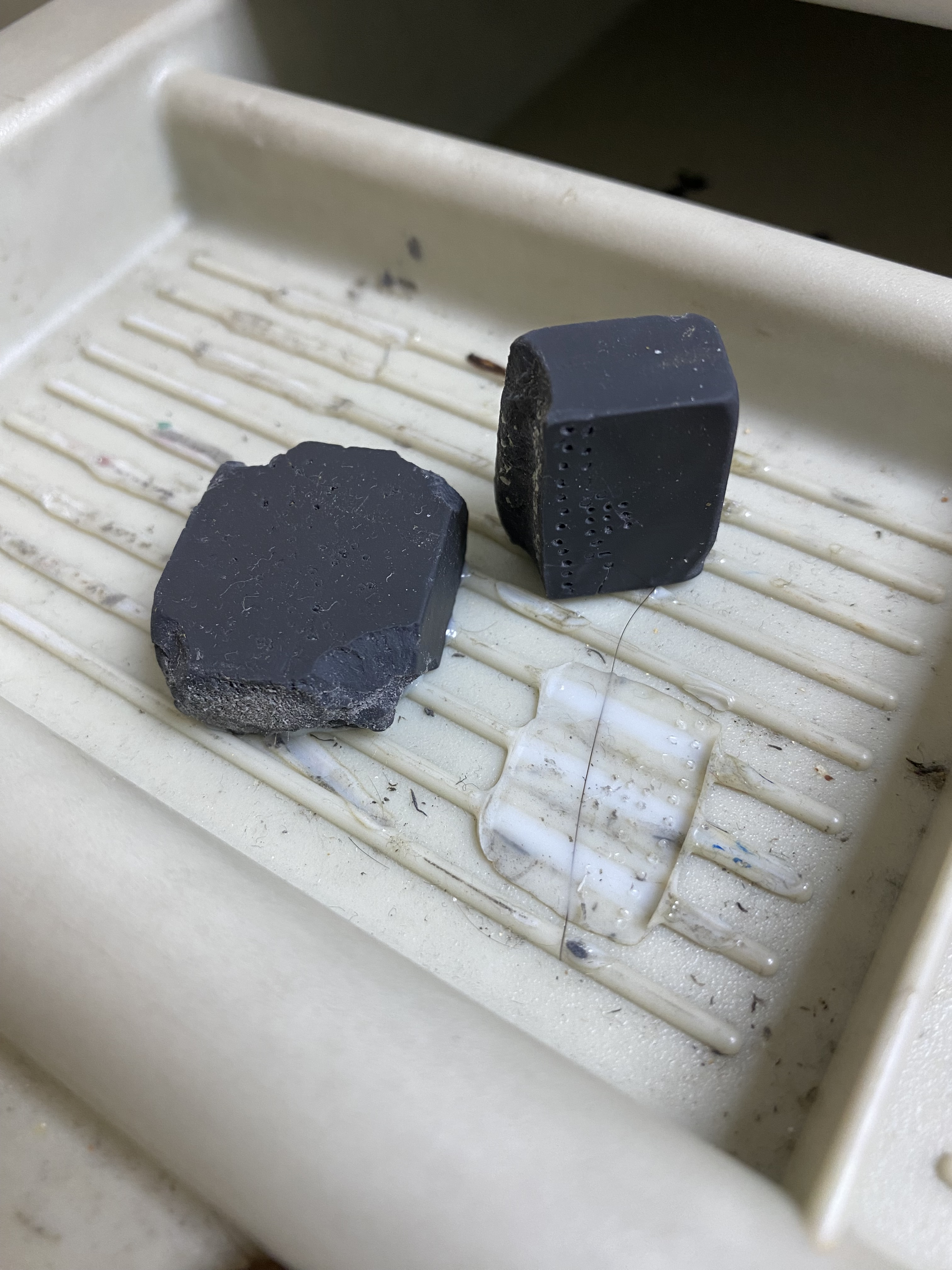
被橡皮擦腐蝕的塑膠抽屜與橡皮擦

## 外部連結
- Eraser: How Products are Made,  Volume 5 (1997) （页面存档备份，存于）  by Rose Secrest
- Pearlstein, E. J.; Cabelli, D.; King, A.; Indictor, N. . Journal of the American Institute for Conservation. 1982, 22 (1): 1–2  [2008-05-05]. JSTOR 3179714. doi:10.2307/3179714. （原始内容存档于2009-05-13）.
- Goodyear Rubber History 的存檔，存档日期2008-05-09.